# Fritz Riess
Friedrich „Fritz“ Riess (Nürnberg, 1922. július 11. – Samedan, Graubünden kanton, Svájc, 1991. május 15.) német autóversenyző, az 1952-es Le Mans-i 24 órás autóverseny győztese.

## Pályafutása
1952-ben jelen volt a Formula–1-es világbajnokság keretein belül rendezett német nagydíjon. A futamon legjobb németként a hetedik helyen ért célba.
Rajthoz állt az 1952-es, valamint az 1953-as Le Mans-i 24 órás viadalon. 52-ben Hermann Lang társaként az első helyen ért célba. A verseny történelmében ezzel ők lettek az első német győztesek, továbbá a Mercedesnek is ők szerezték meg az első sikert Le Mans-ban.

## Eredményei

### Teljes Formula–1-es eredménysorozata
(Táblázat értelmezése)

(Félkövér: pole-pozícióból indult; dőlt: leggyorsabb kört futott) 

| Év   | Csapat      | Modell     | Motor              | 1   | 2   | 3   | 4   | 5   | 6     | 7   | 8   | Helyezés | Pont |
| ---- | ----------- | ---------- | ------------------ | --- | --- | --- | --- | --- | ----- | --- | --- | -------- | ---- |
| 1952 | Fritz Riess | Veritas RS | Veritas Straight-6 | SUI | 500 | BEL | FRA | GBR | GER 7 | NED | ITA | -        | 0    |

### Le Mans-i 24 órás autóverseny
| Év   | Csapat           | Autó                  | Csapattárs   | Helyezés |
| ---- | ---------------- | --------------------- | ------------ | -------- |
| 1952 | Mercedes-Benz AG | Mercedes-Benz 300 SL  | Hermann Lang | Győzelem |
| 1953 | SPA Alfa Romeo   | Alfa Romeo 6C 3000 CM | Karl Kling   | Kiesett  |